# Pavol Bagín
Pavol Bagín (* 19. října 1953) byl slovenský a československý politik a bezpartijní poslanec Sněmovny lidu Federálního shromáždění za normalizace.

## Biografie
K roku 1981 se profesně uvádí jako středoškolský učitel.
Ve volbách roku 1981 zasedl do Sněmovny lidu (volební obvod č. 174 - Ilava, Středoslovenský kraj) jako bezpartijní poslanec. Mandát obhájil ve volbách roku 1986 (obvod Ilava), nyní stále jako bezpartijní ale evidován coby kandidát Komunistické strany Slovenska. Ve Federálním shromáždění setrval do konce funkčního období, tedy do svobodných voleb roku 1990. Netýkal se ho proces kooptací do Federálního shromáždění po sametové revoluci.
V krajských volbách na Slovensku roku 2009 kandidoval jako nezávislý kandidát v Trenčínském kraji jistý Ing. Pavol Bagin (56 let, profesí ředitel střední školy v Dubnici nad Váhom).